# NGC 4454
NGC 4454 este o galaxie lenticulară situată în constelația Fecioara. A fost descoperită în 17 aprilie 1784 de către William Herschel. Se află la o distanță de 35,6 de megaparseci de Pământ.